# Consell General de Saona i Loira
El Consell General de Saona i Loira és l'assemblea deliberant executiva del departament francès de Saona i Loira a la regió de Borgonya - Franc Comtat. La seva seu es troba a Mâcon. Des de 2012, el president és Rémi Chaintron (PS)

## Antics presidents del Consell
- Claude Larmagnac (1790, 1800-1802) ;
- Antoine de Mailly, marquès de Châteaurenaud (1791, 1792) ;
- Claude Roberjot (1792, 1793) ;
- Jean-Alexis Benon (1793 - 1799) ;
- Gilbert Bruys de Charly (1803-1810) ;
- Jean-Baptiste-Joseph Petiot (1811-1813, 1815) ;
- Jean Tupinier (1814) ;
- Antoine-Bénigne-Bernard Carrelet de Loisy (1816, 1818, 1820, 1821, 1823, 1825-1827) ;
- Louis-Marguerite Guerret de Grannod (1817) ;
- Joseph-André Doria, marquis de Montcalm (1819, 1822, 1824, 1828, 1829) ;
- Arnould Humblot-Conté (1831, 1832, 1834-1835, 1838) ;
- Jean-François Simonot (1833) ;
- Alphonse de Lamartine (1836, 1837, 1839-1843, 1846, 1848-1851) ;
- Charles Dariot (1844-1846, 1847, 1870) ;
- Antoine Daron (1850) ;
- Joseph-Eugène Schneider (1852-1869) ;
- Charles Boysset (1871-1882) ;
- Alfred Mathey (1883-1886) ;
- Ferdinand Sarrien (1886-1915) ;
- Jean Richard (1917-1929) ;
- Claude-Théodore Petitjean (1929-1932) ;
- Charles Borgeot (1934-1940, 1949-1951, 1952-1962) ;
- Victor Bataille (1943-1944) ;
- Jean-Marie Gillot (1945-1946) ;
- Albert Gorce (1946-1949) ;
- Jules Petitjean (1951, 1952) ;
- Marc Humbert (1962-1970) ;
- Philippe Malaud (1970-1979) ;
- André Billardon (1979-1982) ;
- Charles Pleindoux (1982-1985) ;
- René Beaumont (1985-2004) ;
- Christophe Sirugue (2004-2008) ;
- Arnaud Montebourg (2008-2012)

## Composició
El març de 2011 el Consell General de Saona i Loira era constituït per 57 elegits pels 57 cantons de Saona i Loira.
| Partit                            | Sigles | Electes |
| --------------------------------- | ------ | ------- |
| Majoria (39 escons)               |        |         |
| Partit Socialista                 | PS     | 32      |
| Partit Comunista Francès          | PCF    | 1       |
| Divers gauche                     | DVG    | 5       |
| Partit Radical d'Esquerra         | PRG    | 1       |
| Oposició (18 escons)              |        |         |
| Unió pel Moviment Popular         | UMP    | 14      |
| Divers droite                     | DVD    | 2       |
| Moviment per França               | MPF    | 1       |
| Unió de Demòcrates i Independents | UDI    | 1       |
| President del Consell General     |        |         |
| Rémi Chaintron (PS)               |        |         |